# Ivan Dias
Ivan Dias (Bombaim, 14 de abril de 1936 – Roma, 19 de junho de 2017) foi um cardeal indiano, de origem goesa, prefeito emérito da Congregação para a Evangelização dos Povos.

## Biografia
Foi ordenado sacerdote em 8 de dezembro de 1958. Eleito arcebispo titular de Rusubisir e nomeado pró-núncio em Gana, Togo e Benin, em 8 de maio de 1982. Ordenado bispo em 19 de junho de 1982, no Vaticano pelo Cardeal Agostino Casaroli, Secretário de Estado na época. Foi núncio apostólico na Coreia do Sul, em 20 de junho de 1987; núncio apostólico na Albânia, em 28 de outubro de 1991.
Foi Administrador apostólico da Administração Apostólica da Albânia do Sul, de 1992 a 1996 e depois transferido para a sé metropolitana de Bombaim em 8 de novembro de 1997. Em 21 de fevereiro de 2001 foi criado cardeal , com o título da Igreja do Espírito Santo na Ferratella.
No dia 20 de maio de 2006, Papa Bento XVI, o nomeou prefeito da Congregação para a Evangelização dos Povos. Também é Grão-Chanceller da Pontifícia Universidade Urbaniana.